# Rio Beaver (Utah)
 O Rio Beaver é um rio no oeste de Utah, a 110 milhas (180 km)   comprimento, que deságua no lago Sevier pelo rio Sevier.

## Descrição
O rio começa nas montanhas Tushar, no leste de Beaver County, perto da cidade de Beaver, e flui por cerca 30 milhas (48 km) a oeste como um riacho perene, passando pelo Vale do Castor até o deserto de Escalante, onde vira para o norte. O rio continua então ao norte por cerca de 80 milhas (130 km) como uma lavagem efêmera, passe Milford até o Condado de Millard. Quando chega ao deserto de Sevier, ao sul de Delta, vira para oeste, juntando-se ao rio Sevier e desaguando no lago Sevier intermitente e endoréico.

O divisor de águas do Beaver River drena cerca de 2 466 milha quadradas (6 400 km2), maior parte do deserto. A população humana é de cerca de 3500, principalmente concentrada na cidade de Beaver. O rio é represado para irrigação em seus trechos superiores pela Rocky Ford Dam, formando o reservatório de Minersville. Um total de 84.000 acres (34.000 ha) são cultivadas na bacia.